# Bejt Jisra'el

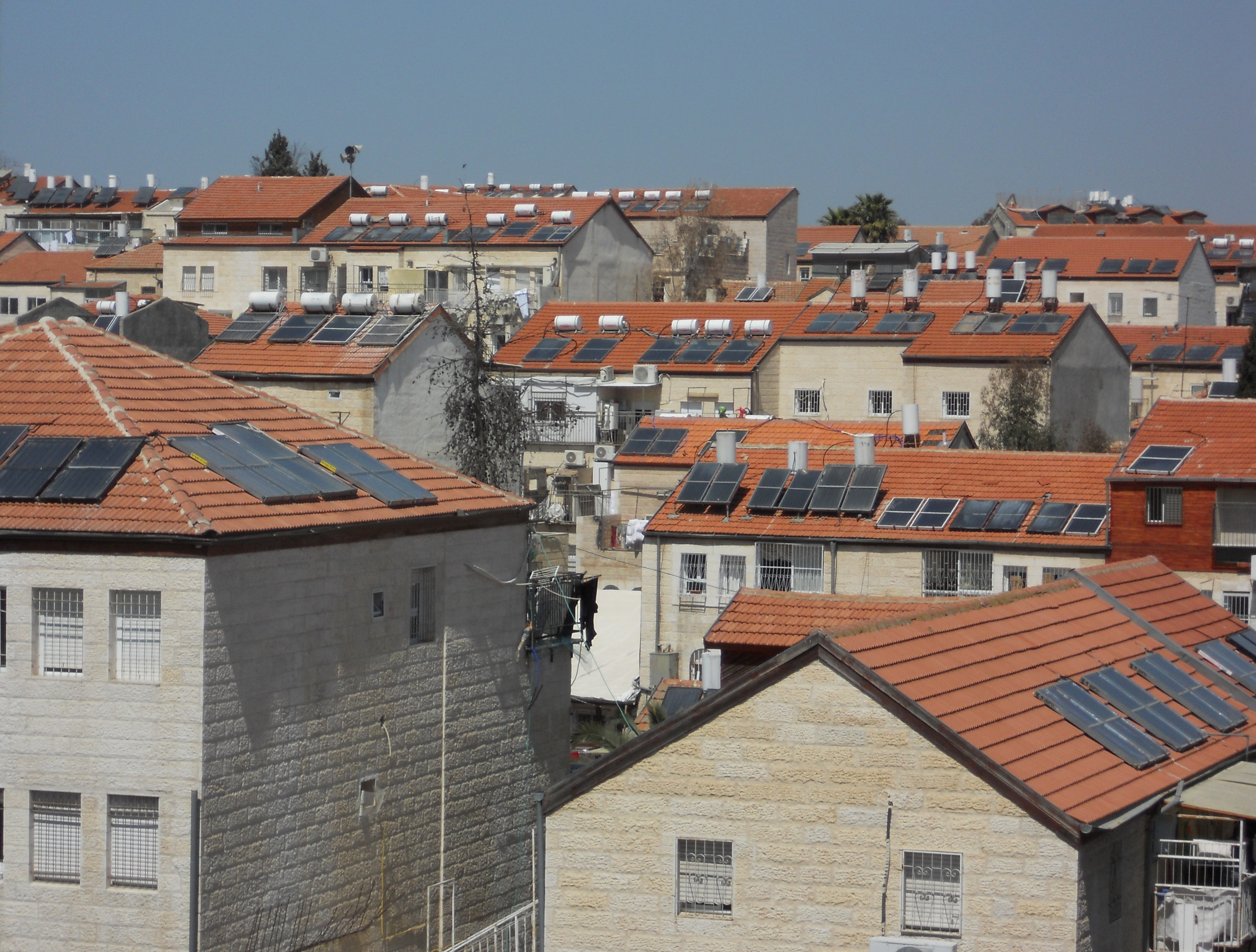

Bejt Jisra'el (hebrejsky: בית ישראל, doslova Dům Izraele) je městská čtvrť v centrální části Jeruzaléma v Izraeli.

## Geografie
Leží v nadmořské výšce přes 750 metrů, cca 1 kilometr severně od Starého Města. Na jihu s ní sousedí čtvrť Me'a Še'arim a na západě a severu Šchunat ha-Bucharim. Leží na dotyku se Zelenou linií, která do roku 1967 rozdělovala Jeruzalém. Jako jediný bod omezeného přeshraničního styku zde existovala takzvaná Mandelbaumova brána. Východně odtud již leží arabská čtvrť Bab az-Zahra. Na jejich rozhraní probíhá přibližně v trase Zelené linie silnice číslo 60 (Sderot Chajim Bar Lev). Populace čtvrti je židovská.

## Dějiny
Vznikla v roce 1886 jako ubytování pro chudé ultraortodoxní Židy. Zakladatelé čtvrti patřili rovněž mezi zakladatele sousední Me'a Še'arim. Během války za nezávislost v roce 1948 ležela na frontové linie a v okolí se odehrávaly těžké boje.